# Matiel Mogannam
Matiel Mogannam, född 1900, död 1987, var en palestinsk feminist och aktivist.  
Hon var medgrundare av Arab Women's Association of Palestine 1929, och fungerade som dess sekreterare.